# Hussigny-Godbrange
Hussigny-Godbrange (Luxemburgs: Héiseng-Guebereng) is een gemeente in het Franse departement Meurthe-et-Moselle in de regio Grand Est. Hussigny-Godbrange telde op 1 januari 2022 3.921 inwoners.
De gemeente maakt deel uit van het arrondissement Briey en sinds begin maart 2015 is het onderdeel van het kanton Villerupt. Daarvoor was het deel van het toen opgeheven kanton Herserange.

## Geografie
De oppervlakte van Hussigny-Godbrange bedroeg op 1 januari 2022 15,37 vierkante kilometer; de bevolkingsdichtheid was toen 255,1 inwoners per km².

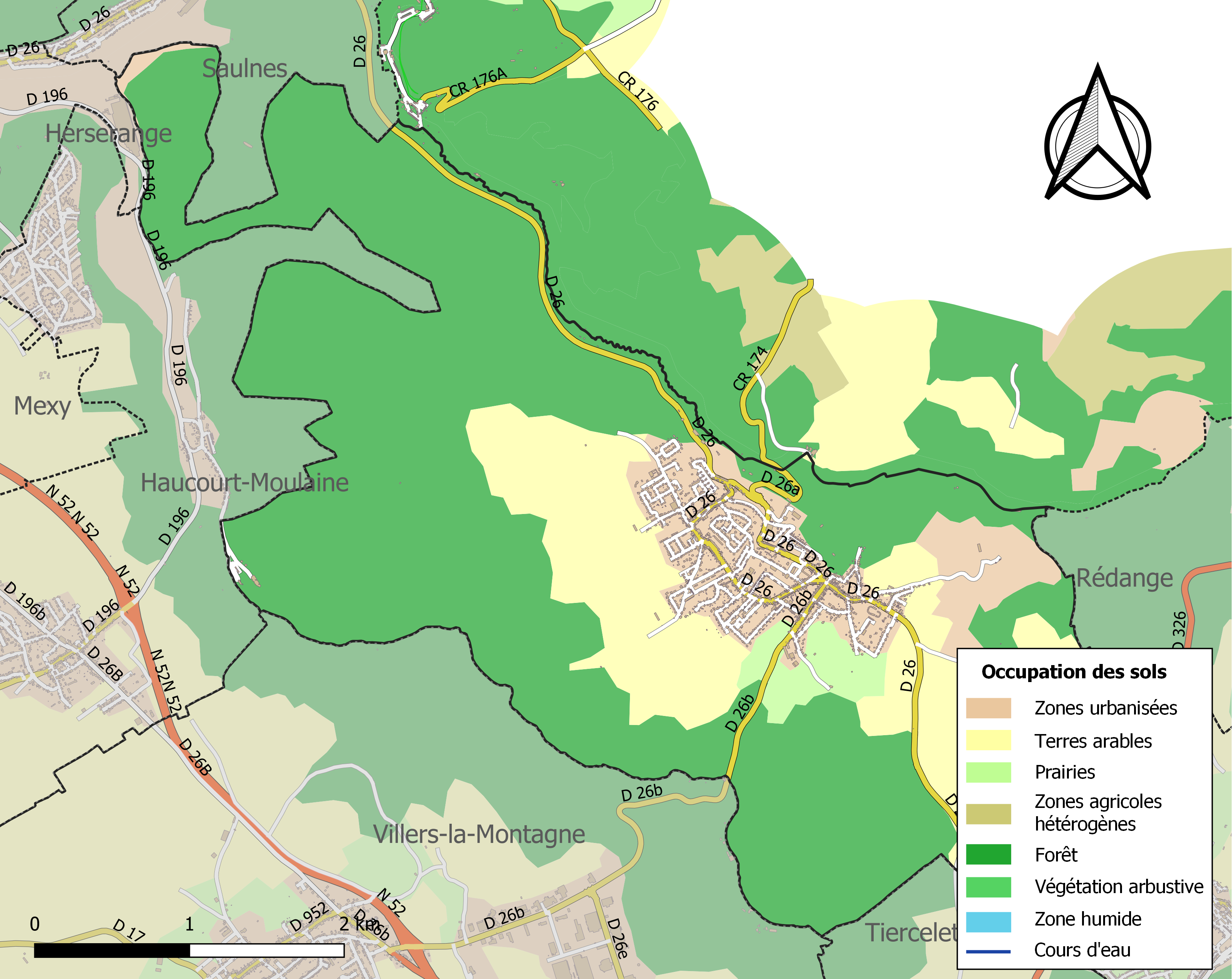
Kaart van de gemeente met de belangrijkste infrastructuur, bodemgebruik en omliggende gemeenten

## Demografie
De figuur toont het verloop van het inwonertal (bron: INSEE-tellingen).